# تالار هند
"تالار هند" (به انگلیسی: Hind's Hall) یک آهنگ اعتراضی از مکلمور رپر آمریکایی است که به صورت تک‌آهنگ در ۶ می، ۲۰۲۴ منتشر شد . این بیانیه حمایت خود را از اعتراضات طرفدار فلسطین در محوطه دانشگاه‌ها اعلام می‌کند که خواستار عدم‌سرمایه‌گذاری از اسرائیل و آتش‌بس در جنگ اسرائیل و غزه هستند.
عنوان این آهنگ اشاره ای به تغییر نام تالار همیلتون در دانشگاه کلمبیا توسط فعالان حامی فلسطین به «تالار هند» به افتخار هند رجب، کودک فلسطینی کشته شده توسط نیروهای اسرائیلی است. در این آهنگ، مکلمور از کمک مالی ایالات متحده به اسرائیل انتقاد می‌کند. او اشغال سرزمین‌های فلسطینی توسط اسرائیل را آپارتاید توصیف می‌کند. علاوه بر این، مکلمور مخالفت خود را با صنعت موسیقی به دلیل سکوت آنها در این مورد و با رئیس‌جمهور جو بایدن به دلیل حمایت بایدن از دولت و ارتش اسرائیل اعلام می‌کند.

## زمینه
در طول جنگ اسرائیل و غزه، اعتراضات طرفدار فلسطین در محوطه دانشگاه‌ها در سراسر جهان، به‌ویژه در ایالات متحده، برگزار شد، زیرا فعالان خواستار واگذاری دانشگاه‌هایشان از اسرائیل شدند. پلیس ایالات متحده به اردوگاه‌های معترضان یورش برد و بیش از ۲۳۰۰ دانشجو را دستگیر کرد که بسیاری از آنها با اخراج و ممنوعیت دانشگاه روبرو هستند.
اعتراضات در دانشگاه کلمبیا برجسته بوده است. در کلمبیا، فعالان تالار همیلتون را اشغال کردند و به افتخار هند رجب، دختر شش ساله فلسطینی که به همراه اقوام و امدادگرانش برای نجات او توسط نیروهای اسرائیلی در شهر غزه کشته شدند، ساختمان را به «تالار هند» تغییر دادند. در ۳۰ آوریل سال ۲۰۲۴، پلیس نیویورک تالار همیلتون را محاصره کرد و معترضان را در داخل آن دستگیر کرد.

## انتشار
این تک آهنگ در ۶ می ۲۰۲۴ در رسانه‌های اجتماعی منتشر شد. مکلمور اعلام کرد که به محض اینکه این آهنگ در سرویس‌های استریم در دسترس قرار گرفت، تمام عواید آن به اونروا اهدا خواهد شد. مکلمور این آهنگ را برای اولین بار در ۹ مه ۲۰۲۴ در نیوزیلند به صورت زنده اجرا کرد و گفت: «من امروز و هر روز برای باقی عمرم در همبستگی با مردم فلسطین، با قلبی گشاده، در اینجا ایستاده‌ام. اعتقاد به اینکه آزادی جمعی ما در خطر است - که همه ما در این زندگی خود سزاوار آزادی هستیم». این آهنگ در ۱۰ مه ۲۰۲۴ برای سکوهای پخش‌زنده منتشر شد.
موزیک ویدیوی این آهنگ شامل عکسی از ساختمان کالج است که با اسپری رنگ آمیزی شده با عبارت "Free Palastine" [کذا]. برخی از کاربران اینترنت به اشتباه تصور کردند که این عکس در دانشگاه کلمبیا گرفته شده است و از آن برای انتقاد از معترضان استفاده کردند. این عکس از تالار تابارت در دانشگاه اتاوا در کانادا گرفته شده است.
انتشار این آهنگ همچنین مصادف شد با روز مت گالا در شهر نیویورک، با محیط مجلل این رویداد در زمینه تظاهرات ضد جنگ مربوط به درگیری غزه و اسرائیل که با بازی‌های گرسنگی مقایسه می‌شود. اشعار این آهنگ («صنعت موسیقی ساکت، هم‌دست در پلتفرم سکوت») به عنوان الهام بخش کمپین رسانه‌های اجتماعی یادزُدایی ۲۰۲۴ (به انگلیسی: Blockout 2024) برای مسدود کردن حساب‌های افراد مشهور به دلیل عدم فعالیت آنها مورد توجه قرار گرفت.

## استقبال
سولسایر بُوگر در تایم آن را «آخرین افزوده شده به کاتالوگ ترانه‌های اعتراضی آمریکایی که شامل «میوه عجیب» بیلی هالیدی و کرازبی، استیلز، و نش و یانگ [کذا] اوهایو نامید». تام مورلو، گیتاریست گروه ریج اگنست د ماشین در توییتی نوشت: به‌راستی «تالار هند @مکلمور»، بزرگ‌ترین آهنگ ریج اگنست د ماشین از زمان ریج اگنست د ماشین است. استاین، نامزد ریاست‌جمهوری حزب سبز در سال ۲۰۲۴، علناً از مکلمور برای ساخت این آهنگ تشکر کرد. آجا رومانو از واکس این آهنگ را به دلیل انتشار غافلگیرکننده آن «شوک‌برنگیز» نامید. آنها خاطرنشان کردند که موقعیت مکلمور به عنوان یک هنرمند مستقل سفیدپوست به او کمک کرده است تا آزادانه خود را بدون عواقب پایان‌کار بیان کند، به ویژه با توجه به موضوع بحث‌انگیز آهنگ.
این موزیک ویدیو به‌طور گسترده در توییتر و اینستاگرام به اشتراک گذاشته شده است و میلیون‌ها بازدید به دست آورده است، اما در یوتیوب محدودیت سنی دارد. این وبگاه به اشتراک‌گذاری ویدیو توسط کاربران شبکه‌های اجتماعی به سانسور و محدودکردن انتشار آهنگ متهم شده است. با این حال، در ۱۱ می، گزارش شد که در پلتفرم‌های پخش‌زنده از جمله اپل میوزیک، اسپاتیفای، آمازون میوزیک و یوتیوب در دسترس است.